# Gruppo Sapio
Il Gruppo SAPIO è una società italiana fondata nel 1922 con sede a Monza. Opera nel settore dei gas tecnici e medicinali:  ossigeno, azoto, acetilene, anidride carbonica, idrogeno, argon, elio, miscele e gas ultrapuri.

## Storia
Fondato il 17 novembre 1922 a Monza con il nome SAPIO (acronimo di Società Anonima Produzione Idrogeno Ossigeno) da Pio Colombo e Piero Dossi il quale, laureato in chimica, decide di trasferire nel mondo dei gas industriali l'attività di famiglia incentrata in un negozio di cappelli.
Gas utilizzati col passare degli anni dalle più importanti industrie italiane (chimiche, petrolchimiche, acciaierie, aziende elettriche) al punto da fare di Monza una specie di capitale italiana del settore e favorire dopo la Seconda Guerra Mondiale il boom economico degli anni cinquanta-sessanta.
Nel 1989 si espande nel settore della salute costituendo SAPIO Life  per la produzione di gas medicinali, la fornitura di dispositivi medici per le strutture ospedaliere e socio-sanitarie e l'assistenza domiciliare.
Nel 1990 entra nell'azienda con il 49% la multinazionale americana Air Products and Chemicals Inc, quotata alla Borsa di New York mentre il 51% rimane controllato dalla Progefin, società delle famiglie Dossi e Colombo. Nel 1999 è istituito dal gruppo, sempre molto attento all'innovazione, il Premio SAPIO per la ricerca e l'innovazione, realizzando sinergie con istituzioni, università e imprese: ogni anno sono valutati da un apposito comitato esterno tra 100 e 200 progetti in vari campi.
Nel 2003 si allarga nel settore delle biotecnologie con BioRep operando con tre linee di business tra cui lo stoccaggio a bassa temperatura e la crioconservazione. Sono così ampliati i settori in cui il gruppo opera: ambiente ed energia, alimentare, chimico e farmaceutico, meccanico e metallurgico, vetro e cemento. Dal Gruppo SAPIO uscirà la prima criocamera mobile in Italia che nel 2015 sarà installata a Milanello ed utilizzata dai calciatori della squadra di calcio del Milan per la prevenzione e la cura degli infortuni.
Nel 2010 diventa presidente Alberto Dossi, esponente della seconda generazione ma in azienda già dal 1981, mentre la carica di amministratore delegato (sin dagli anni novanta attribuita a manager esterni alle famiglie proprietarie) è affidata a Mario Paterlini, di origini francesi e una carriera manageriale con differenti ruoli nella Air Products and Chemicals.
Nel 2013 entra su Élite, la piattaforma lanciata dalla Borsa italiana per avvicinare le aziende al mercato finanziario. Nel 2015 acquista Pazienti Org srl, proprietaria del sito pazienti.it, operativo nel settore della salute.

## Dati economici
Nel 2022 il gruppo ha consolidato un bilancio di 817 milioni di euro di fatturato, operando con oltre 45 filiali, in Italia e all'estero e oltre 2300 dipendenti. Nel 2017 ha superato per la prima volta i 500 milioni di ricavi, il 95% ottenuti in Italia.